# پارک ملی سالا
پارک ملی سالا یک پارک ملی در فنلاند واقع در شهر سالا در منطقه شرقی لاپلند است. این پارک که در ۱ ژانویه ۲۰۲۲ تأسیس شد، جدیدترین و چهل و یکمین پارک ملی فنلاند بوده و مساحت آن ۹۹٫۸۳ کیلومتر مربع است.
پارک ملی از جنگل‌های باستانی و باتلاق‌های کوچک و همچنین تپه و یال (کوه) یخچالی شکل تشکیل شده‌است. بخش غربی پارک ملی با مرکز توریستی و اسکی سالاتونتوری و بخش شرقی با مرز فنلاند و روسیه همسایه است. شهر سالا کمتر از ۱۰ کیلومتر به سمت شمال غربی فاصله دارد.